# Amelia Boynton Robinson
Amelia Platts Boynton Robinson (18 tháng 8 năm 1911 - 26 tháng 8 năm 2015) là một nhà hoạt động của Mỹ. Bà là một nhà lãnh đạo của Phong trào Dân quyền Mỹ ở Selma, Alabama và một nhân vật chủ chốt trong tháng 3 năm 1965 đã trở thành được gọi là Bloody Sunday.
Năm 1984, bà trở thành phó chủ tịch của Học viện Schiller làm việc với Lyndon LaRouche. Bà đã được trao tặng Huân chương Martin Luther King, Huân chương Tự do Jr năm 1990.
Robinson chết tại Montgomery, Alabama sau khi trải qua hàng loạt các cơn đột quỵ tuổi từ 104. 